# Coturnix pectoralis
La codorniz pectoral (Coturnix pectoralis), es una especie de ave galliforme de la familia Phasianidae. Es la especie de codorniz más común en Australia, estando distribuida a través de todos los estados y territorios, con exclusión de Tasmania. se conocen varias subespecies.